# Parque Rodó
Parque Rodó és un barri (barrio) del sud de Montevideo, la capital de l'Uruguai. Va rebre el seu nom de l'escriptor i polític uruguaià José Enrique Rodó. Té una població de 13.356 habitants, d'acord amb les dades del cens del 2005.
El barri es troba en una zona estratègica de la ciutat, a pocs minuts del Centro, i al costat del Riu de la Plata. Allí, sobre la Rambla President Wilson, s'ubiquen la Platja Ramírez, el Teatre d'Estiu i també l'ex-Parque Hotel i actual edifici seu del Mercosur.
Altres edificis importants en aquest barri són el Museu Nacional d'Arts Visuals i la Facultat d'Enginyeria de la Universitat de la República.

## Galeria

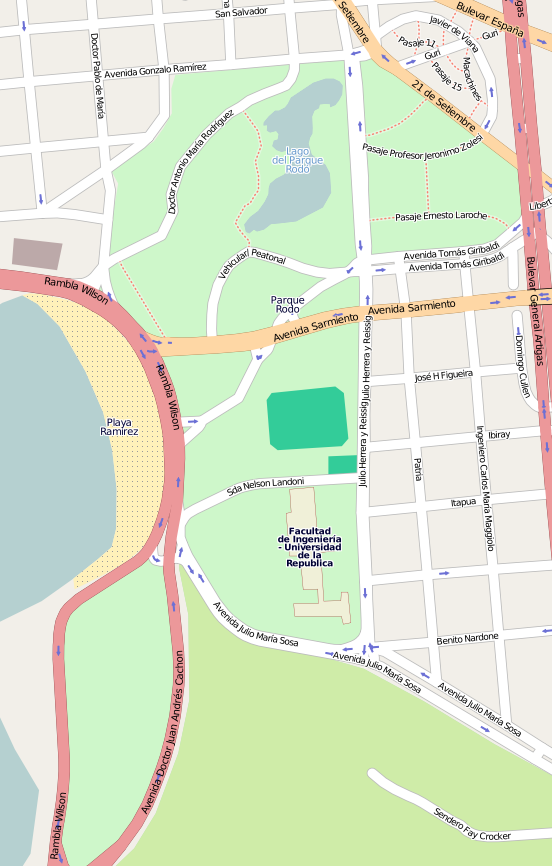
Mapa del parc.